# Цюрих Лайонс
«Цюрих» (также ЦСК Лайонс, ЗСК Лайонс нем. Zürcher Schlittschuh Club Lions) — профессиональный хоккейный клуб, представляющий город Цюрих. 
Команда клуба играет в Швейцарской национальной лиге А. Домашняя арена — стадион Халленштадион, вмещающий 11 200 зрителей. В 1930—1950 годах клуб выступал на арене Dolder-Kunsteisbahn.

## История
Свою историю команда ведёт от основания клуба Zürcher Schlittschuh Club (ZSC, Zurich Skating Club) в 1930 году. ЦСК (ZSC) — первый швейцарский клуб, начавший выступать на закрытой арене (Hallenstadion).
В своём нынешнем виде клуб создан в 1997 году в результате объединения двух местных команд — Zürcher Schlittschuh Club (ZSC) и Grasshoppers Club (GC), являвшейся на тот момент подразделением спортивного клуба «Грассхоппер». ЦСК в 1997 году выступал в Национальной лиге А, являясь наиболее популярным хоккейным клубом города, и имел постоянные финансовые проблемы. «Грассхоппер» выступал в Национальной лиге Б, не имея в течение нескольких лет шансов на выход в Национальную лигу А, и не обладал значительной фанатской базой. При этом «Грассхоппер» имел стабильное финансирование. До слияния ЦСК завоевал солидный список трофеев, включавший три титула национального чемпиона и два Кубка Шпенглера. После слияния были выиграны ещё три чемпионата и два Континентальных кубка.
Как чемпион Швейцарии «Цюрих» получил право выступать в Хоккейной Лиге чемпионов сезона 2008/09, и выиграл её, переиграв в финале магнитогорский «Металлург»

## Достижения
- 11-кратный чемпион Швейцарии: 1936, 1949, 1961, 2000, 2001, 2008, 2012, 2014, 2018, 2024, 2025.
- Трёхкратный обладатель Кубка Швейцарии[англ.]: 1960, 1961 и 2016.
- Двукратный обладатель Континентального кубка: 2001 и 2002.
- Двукратный победитель Кубка Шпенглера: 1945 и 1946.
- Чемпион Хоккейной Лиги чемпионов: 2009.
- Обладатель Кубка Виктории: 2009.
- Победитель Хоккейной Лиги чемпионов: 2025.